# Вільфред Лор'є
Сер Ві́льфред Лор'є́ (фр. Sir Wilfrid Laurier; 20 листопада 1841, Сен-Лен, Нижня Канада нині Сен-Лен-Лорантид, Квебек  — 17 лютого 1919, Оттава, Онтаріо) — сьомий прем'єр-міністр Канади, перший франкомовний керівник канадського уряду, адвокат.

## Біографія
Лор'є став лідером Ліберальної партії Канади у 1887 році та привів її до перемоги на федеральних виборах 1896 року. Обійняв посаду прем'єр-міністра 11 липня того ж року.
Період керівництва Лор'є характеризувався прискореним розвитком країни, індустріалізацією та зростанням імміграції. Політика канадського уряду того періоду була орієнтована на посилення автономії Канади у складі Британської імперії.
Лор'є перебував на посаді прем'єр-міністра під час Другої англо-бурської війни 1899–1901 років, під час якої був змушений шукати компроміс між вимогами Британії щодо надання військової допомоги та позицією франкомовних канадців, які вважали цю війну власною справою Британії та виступали проти будь-якої участі Канади у ній. Врешті-решт Канада ухвалила рішення не проводити мобілізацію війська та надала британському командуванню виключно підрозділи, укомплектовані волонтерами.
1905 року Лор'є санкціював виокремлення з Північно-західних територій Канади провінцій Саскачеван та Альберта.
На початку XX століття загострилася боротьба між Великою Британією та Німецькою імперією за панування на морі. Велика Британія звернулася до Канади із запитом по фінансову допомогу та допомогу ресурсами і сировиною на будівництво нових військових кораблів. Цей запит посилив розкол у канадському суспільстві — прихильники Британії відстоювали необхідність надання максимальної допомоги, позиція франкомовних канадців була не надавати нічого. Компромісним рішенням стало створення у 1910 році Королівського канадського флоту, який мав у своєму складі п'ять крейсерів та шість есмінців. Під час політичної або військової кризи цей флот міг підпорядковуватися Королівському військово-морському флоту Великої Британії.
Ліберальний уряд на чолі з Лор'є активно просував так звану політику взаємності, спрямовану на поглиблення економічної співпраці зі Сполученими Штатами Америки. Ця політика піддавалася нищівній критиці з боку консерваторів, які називали її продажною та пророкували, у випадку її розвитку, приєднання Канади до США на правах штату. Для розв'язання конфлікту навколо політики взаємності Лор'є оголосив у 1911 році передчасні федеральні вибори, на яких зазнав поразки. Його місце на посаді прем'єр-міністра Канади посів консерватор Роберт Лейрд Борден.
Від 1911 року і до своєї смерті в 1919 році Лор'є був на чолі Ліберальної партії, яка перебувала в опозиції.

## Вшанування пам'яті
- Вільфреда Лор'є зобразили на банкноті номіналом п'ять канадських доларів; на поштових марках Канади.
- Іменем Лор'є названі вулиці у низці міст Канади, університет у місті Ватерлоо.
- Іменем Лор'є названа друга за висотою вершина у горах Колумбія.